# 伊朗教育部
伊朗教育部(波斯語：‎)於1964年建立，是負責監管伊朗K-12教育的政府部門。

## 外部連結
- 教育部網頁（页面存档备份，存于）